# Antigua
Antigua é um município da Espanha na província de Las Palmas, comunidade autónoma das Canárias. Tem 251,55 km² de área e em 2021 tinha 12 783 habitantes (densidade: 50,8 hab./km²).

## Demografia
| Variação demográfica do município entre 1991 e 2004 | Variação demográfica do município entre 1991 e 2004 | Variação demográfica do município entre 1991 e 2004 | Variação demográfica do município entre 1991 e 2004 |
| --------------------------------------------------- | --------------------------------------------------- | --------------------------------------------------- | --------------------------------------------------- |
| 1991                                                | 1996                                                | 2001                                                | 2004                                                |
| 2320                                                | 3004                                                | 5519                                                | 6853                                                |